# Alex Shibutani
Alex Hideo Shibutani (ur. 25 kwietnia 1991 w Bostonie) – amerykański łyżwiarz figurowy, startujący w parach tanecznych z siostrą Maią Shibutani. Brązowy medalista olimpijski z Pjongczangu (2018, drużynowo i w parach tanecznych) i uczestnik igrzysk olimpijskich (2014), wicemistrz świata (2016), mistrz (2016) i dwukrotny wicemistrz czterech kontynentów (2011, 2017), dwukrotny brązowy medalista finału Grand Prix (2016, 2017) oraz dwukrotny mistrz Stanów Zjednoczonych (2016, 2017).

## Życiorys
Alex Shibutani jest synem Naomi Uyemura i Chrisa Shibutani. Jego rodzina ma pochodzenie japońskie. Ma młodszą siostrę Maię, która jednocześnie jest jego partnerką sportową. Od 2012 roku wspólnie prowadzą kanał YouTube ShibSibs, gdzie pokazują fragmenty ze swojego życia, treningów i występów.

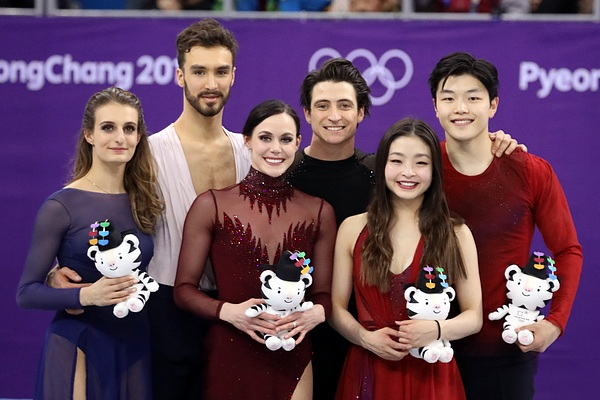
Brązowy medal igrzysk olimpijskich 2018 w parach tanecznych

W sezonie 2017/18 Maia i Alex wygrali dwa zawody z cyklu Grand Prix, Skate America 2017 oraz Rostelecom Cup 2017. Podczas finału Grand Prix w Nagoi powtórzyli sukces sprzed roku i zdobyli brązowy medal. Na mistrzostwach Stanów Zjednoczonych zajęli drugie miejsce tuż za duetem Hubbell i Donohue. Podczas igrzysk olimpijskich 2018 w Pjongczangu zostali wybrani do zawodów drużynowych, gdzie w swojej konkurencji zajęli drugie miejsce za kanadyjską parą Virtue i Moir. Drużyna USA zdobyła brązowy medal, a rodzeństwo Shibutani zostali pierwszym duetem medalistów amerykańskich z pochodzeniem azjatyckim. Podczas zawodów par tanecznych zajmowali czwarte miejsce po tańcu krótkim z notą 77,73 pkt. Następnego dnia zajęli trzecie miejsce w tańcu dowolnym z notą 114,86 pkt i wystarczyło to do zdobycia brązowego medalu z notą łączną 192,59 pkt Shibutani nie wzięli udziału w mistrzostwach świata kończących sezon.
W maju 2018 roku ogłosili przerwanie kariery amatorskiej i skupili się na występach w rewiach łyżwiarskich.

## Osiągnięcia
Z Maią Shibutani
| Zawody                                | 04–05          | 05–06          | 06–07          | 07–08          | 08–09          | 09–10          | 10–11          | 11–12          | 12–13          | 13–14          | 14–15          | 15–16          | 16–17          | 17–18          |                |                |                |
| Międzynarodowe                        | Międzynarodowe | Międzynarodowe | Międzynarodowe | Międzynarodowe | Międzynarodowe | Międzynarodowe | Międzynarodowe | Międzynarodowe | Międzynarodowe | Międzynarodowe | Międzynarodowe | Międzynarodowe | Międzynarodowe | Międzynarodowe | Międzynarodowe | Międzynarodowe | Międzynarodowe |
| ------------------------------------- | -------------- | -------------- | -------------- | -------------- | -------------- | -------------- | -------------- | -------------- | -------------- | -------------- | -------------- | -------------- | -------------- | -------------- | -------------- | -------------- | -------------- |
| Igrzyska olimpijskie                  |                |                |                |                |                |                |                |                |                | 9              |                |                |                | 3              |                |                |                |
| Mistrzostwa świata                    |                |                |                |                |                |                | 3              | 8              | 8              | 6              | 5              | 2              | 3              | WD             |                |                |                |
| Mistrzostwa czterech kontynentów      |                |                |                |                |                |                | 2              | 4              | 4              |                | 3              | 1              | 2              |                |                |                |                |
| GP Finał Grand Prix                   |                |                |                |                |                |                |                | 5              |                |                | 4              | 4              | 3              | 3              |                |                |                |
| GP Cup of China                       |                |                |                |                |                |                |                | 2              |                |                | 2              |                | 1              |                |                |                |                |
| GP NHK Trophy                         |                |                |                |                |                |                | 3              | 1              | 3              | 3              |                | 1              |                |                |                |                |                |
| GP Rostelecom Cup                     |                |                |                |                |                |                |                |                | 4              |                |                |                |                | 1              |                |                |                |
| GP Skate America                      |                |                |                |                |                |                | 3              |                |                | 3              | 2              |                | 1              | 1              |                |                |                |
| GP Skate Canada International         |                |                |                |                |                |                |                |                |                |                |                | 2              |                |                |                |                |                |
| CS Memoriał Ondreja Nepeli            |                |                |                |                |                |                |                |                |                |                | 1              | 3              |                |                |                |                |                |
| CS Ice Challenge                      |                |                |                |                |                |                |                |                |                |                | 1              |                |                |                |                |                |                |
| Memoriał Ondreja Nepeli               |                |                |                |                |                |                | 5              |                |                |                |                |                |                |                |                |                |                |
| Finlandia Trophy                      |                |                |                |                |                |                |                | 2              |                |                |                |                |                |                |                |                |                |
| Międzynarodowe: Kategorie młodzieżowe |                |                |                |                |                |                |                |                |                |                |                |                |                |                |                |                |                |
| Mistrzostwa świata juniorów           |                |                |                |                | 2              | 4              |                |                |                |                |                |                |                |                |                |                |                |
| JGP w Chorwacji                       |                |                |                |                | 4              | 3              |                |                |                |                |                |                |                |                |                |                |                |
| JGP we Francji                        |                |                |                |                | 1              |                |                |                |                |                |                |                |                |                |                |                |                |
| JGP w Hiszpanii                       |                |                |                |                | 2              |                |                |                |                |                |                |                |                |                |                |                |                |
| JGP w Stanach Zjednoczonych           |                |                |                |                |                | 1              |                |                |                |                |                |                |                |                |                |                |                |
| NACS                                  |                |                | 2 N            |                |                |                |                |                |                |                |                |                |                |                |                |                |                |
| Krajowe                               |                |                |                |                |                |                |                |                |                |                |                |                |                |                |                |                |                |
| Mistrzostwa Stanów Zjednoczonych      |                |                | 1 N            | 4 J            | 2 J            | 1 J            | 2              | 2              | 3              | 3              | 2              | 1              | 1              | 2              |                |                |                |
| Zawody zespołowe                      |                |                |                |                |                |                |                |                |                |                |                |                |                |                |                |                |                |
| Igrzyska olimpijskie                  |                |                |                |                |                |                |                |                |                |                |                |                |                | 3 T 2 P        |                |                |                |

## Programy
Maia Shibutani / Alex Shibutani
| Sezon   | Taniec krótki (SD) | Taniec dowolny (FD) | Pokazy mistrzów |
| ------- | --- | --- | --- |

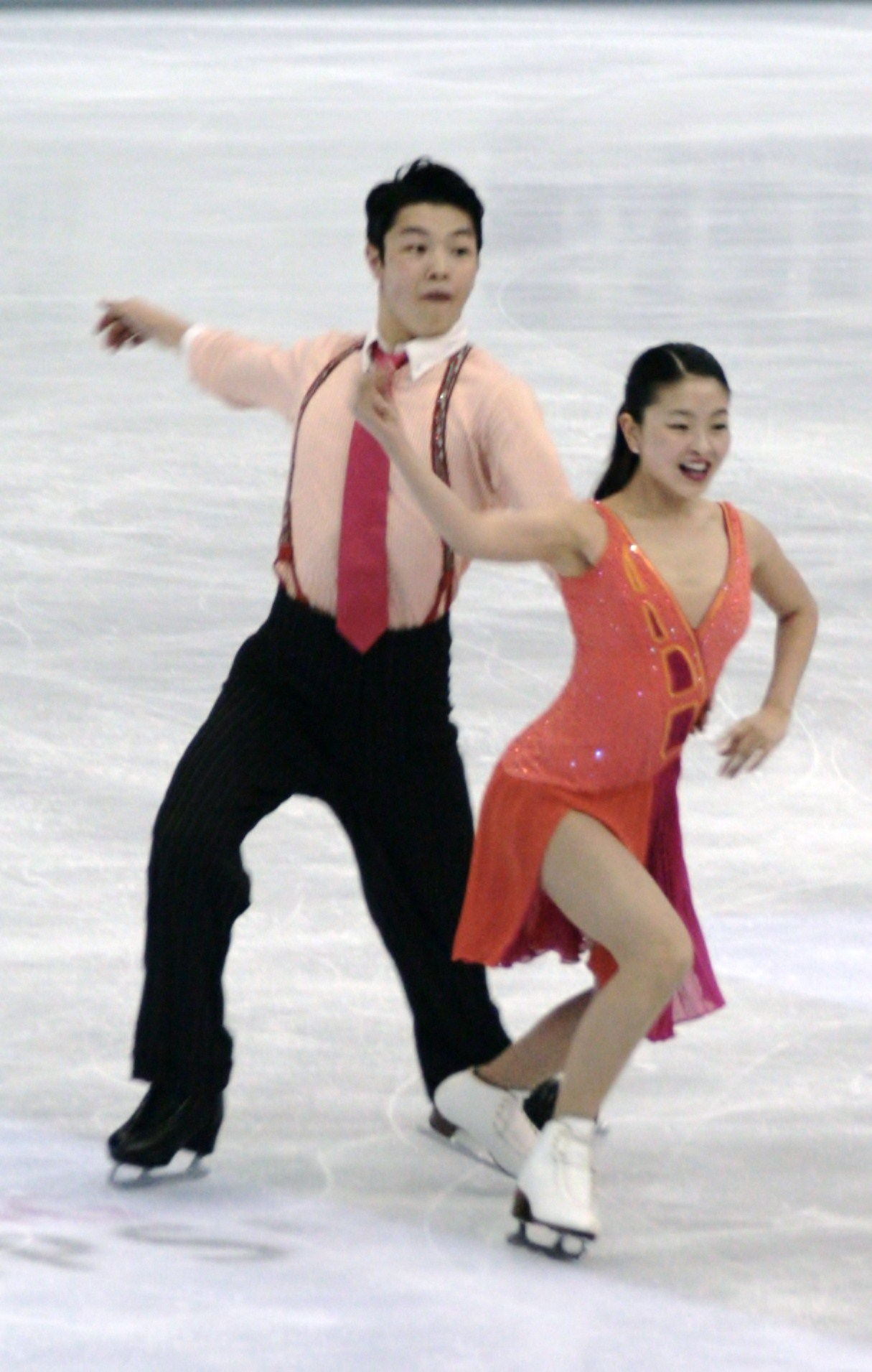
Mistrzostwa świata 2012

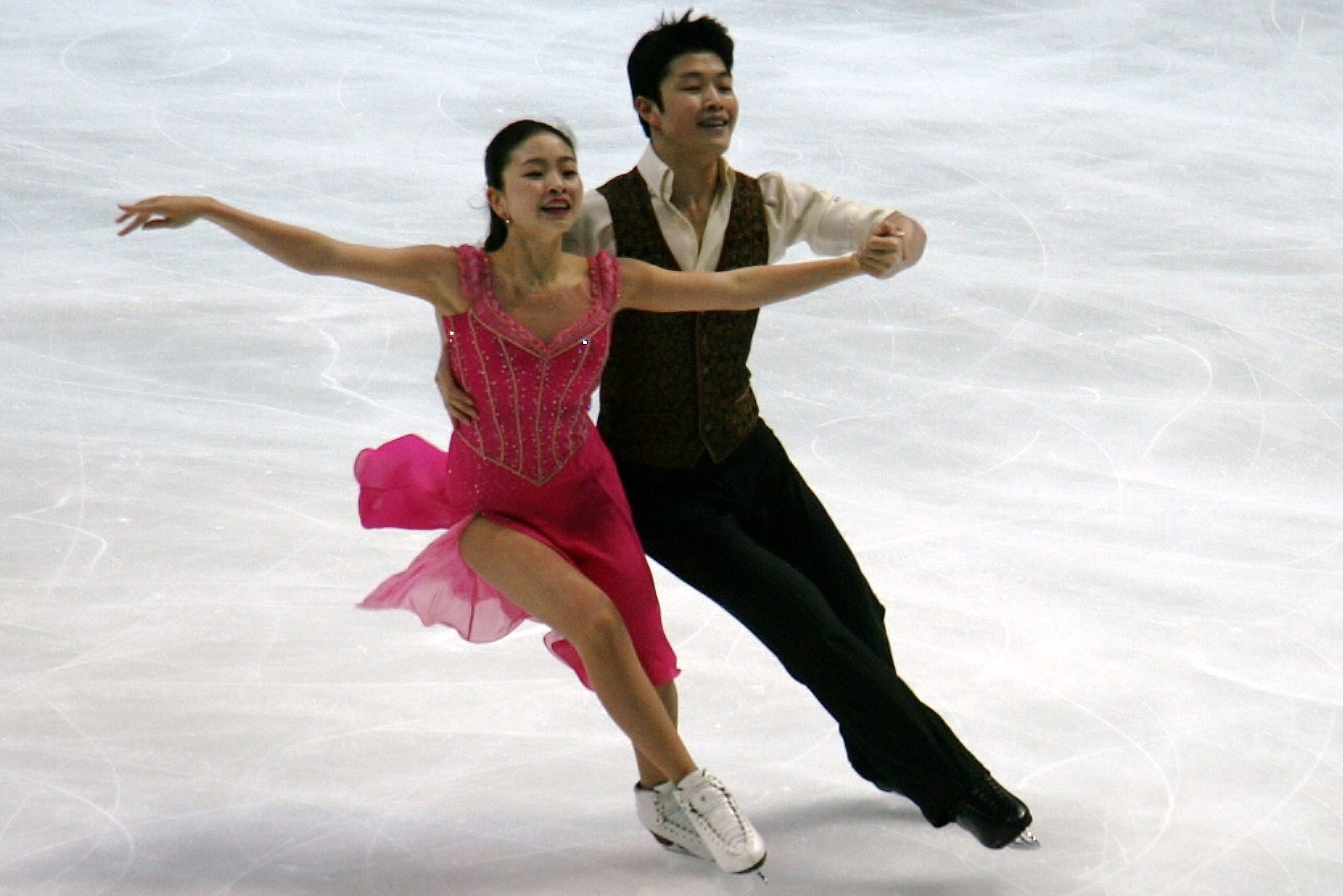
Mistrzostwa świata 2011

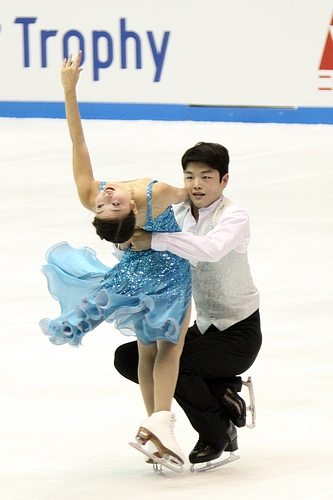
NHK Trophy 2010

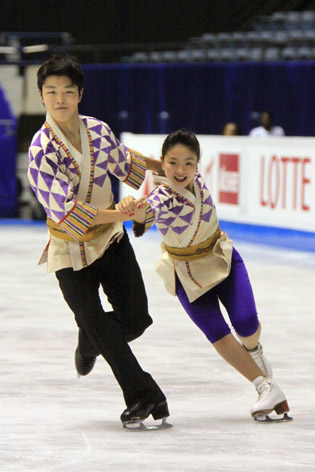
Finał Grand Prix 2009

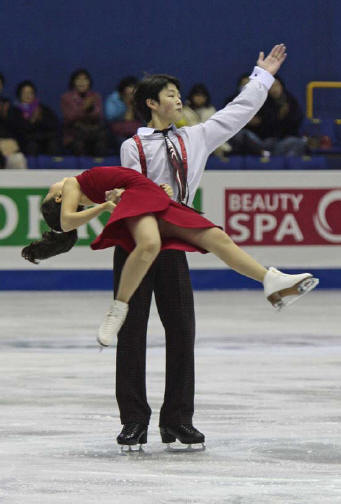
Finał Grand Prix 2008

| 2017–18 | - Mambo: Mambo No. 5 – Pérez Prado - Cha Cha: Cherry Pink (and Apple Blossom White) – Pérez Prado, oryg. Louiguy - Samba: Mambo Jambo/Mambo No. 8 – Pérez Prado                                                | - Paradise – Coldplay | - That's Life – Frank Sinatra, oryg. Dean Kay, Kelly Gordon - That's Life (remix) – Frank Sinatra, Jay Z, aranż. Ryan Conferido choreografia: Hokuto Konishi, Aye Hasegawa, Randi Strong i in. |
| 2016–17 | - Blues: That's Life – Frank Sinatra, oryg. Dean Kay, Kelly Gordon - Hip Hop: That's Life (remix) – Frank Sinatra, Jay Z, aranż. Ryan Conferido choreografia: Hokuto Konishi, Aye Hasegawa, Randi Strong i in. | - Evolution: - Spiegel im Spiegel (Mirror in Mirror) – Anne Akiko Meyers, Akira Eguchi, oryg. Arvo Pärt - Truman Sleeps (z The Truman Show) – Philip Glass - The Departure (z The Leftovers) – The San Francisco Symphony, oryg. Max Richter, aranż. Alex Shibutani choreografia: Maia Shibutani, Alex Shibutani, Marina Zujewa, Oleg Epstein, Massimo Scali i in. | - Do You Remember – Jarryd James choreografia: Stéphane Lambiel |
| 2015–16 | - Waltz, march, waltz: Coppélia – Léo Delibes choreografia: Marina Zujewa, Cheryl Yeager | - Fix You – Coldplay - The Scientist – Coldplay choreografia: Peter Tchernyshev | - Fix You – Coldplay choreografia: Peter Tchernyshev - Clair de Lune – Claude Debussy choreografia: Maia Shibutani, Alex Shibutani                                                             |
| 2014–15 | - Flamenco: Asturias Variations – Isaac Albéniz - Paso Doble: The Last Corrida | - Rosen aus dem Süden – Johann Strauss II - The Blue Danube – Johann Strauss II | - O (Fly On) – Coldplay choreografia: Peter Tchernyshev |
| 2013–14 | Michael Bublé medley: - Foxtrot - Quickstep - Foxtrot | Michael Jackson medley: - Wanna Be Startin' Somethin' - Man in the Mirror - Thriller Michael Jackson medley: - Wanna Be Startin' Somethin' - Ben - Thriller | - I Lived – OneRepublic |
| 2012–13 | - March: Ojos Azul – Incantations - Waltz: Dolencias – Incantations - Polka: Sikureada – Incantations - Waltz and polka: Mary Poppins Overture – Richard M. Sherman, Robert Sherman                            | - Wyznania gejszy – John Williams | - Lost – Michael Bublé |
| 2011–12 | - Samba: Batuca – DJ Dero - Samba: The Girl From Ipanema – Olivia - Samba: Samba de Janeiro – Bellini - Batuca – DJ Dero - Skip to the Bip – Club des Belugas - Jazz Machine– Black Machine                    | - Sun Valley Serenade – Glenn Miller Orchestra - In The Mood - Moonlight Serenade - Chattanooga Choo Choo | - The Prayer – Charlotte Church, Josh Groban |
| 2010–11 | - The Carousel Waltz – Richard Rodgers | - Smile (z Modern Times) – Charlie Chaplin - Let's Face the Music and Dance – Irving Berlin | - The Prayer – Charlotte Church, Josh Groban - La Vie en rose – Louis Armstrong |
| Sezon   | Taniec oryginalny (OD) | Taniec dowolny (FD) | Pokazy mistrzów |
| 2009–10 | - Itsuka Mata – Tetsuro Naito - Ao-ki Kaze – Ryutaro Kaneko | - Tango Rhapsody – Luis Bacalov - La Vie en Rose – Louis Guglielmi | - La Vie en rose – Louis Armstrong |
| 2008–09 | - Miss Pettigrew Lives for a Day – Paul Englishby | - Cinema Paradiso – Ennio Morricone | - Japanese Kodo music |
| 2007–08 | - Japanese Kodo music | - Piano music – Jean-Marie Senia | |
| 2006–07 | | - Wyznania gejszy – John Williams | |

## Rekordy życiowe
Maia Shibutani / Alex Shibutani
| Historyczne rekordy życiowe do sezonu 2018/2019 | Historyczne rekordy życiowe do sezonu 2018/2019 | Historyczne rekordy życiowe do sezonu 2018/2019 | Historyczne rekordy życiowe do sezonu 2018/2019 | Historyczne rekordy życiowe do sezonu 2018/2019 |
| Segment                                         | Data                                            | Punkty                                          | Zawody                                          | Uwagi                                           |
| ----------------------------------------------- | ----------------------------------------------- | ----------------------------------------------- | ----------------------------------------------- | ----------------------------------------------- |
| TSS                                             | 26 listopada 2017                               | 194,25                                          | Skate America 2017                              |                                                 |
| SD                                              | 25 listopada 2017                               | 79,18                                           | Skate America 2017                              |                                                 |
| SD TES                                          | 25 listopada 2017                               | 41,30                                           | Skate America 2017                              |                                                 |
| SD PCS                                          | 25 listopada 2017                               | 37,88                                           | Skate America 2017                              |                                                 |
| FD                                              | 17 lutego 2017                                  | 115,26                                          | Mistrzostwa Czterech Kontynentów 2017           |                                                 |
| FD TES                                          | 20 lutego 2018                                  | 59,37                                           | Igrzyska Olimpijskie 2018                       |                                                 |
| FD PCS                                          | 26 listopada 2017                               | 57,12                                           | Skate America 2017                              |                                                 |
| Historyczne rekordy życiowe do sezonu 2010/2011 |                                                 |                                                 |                                                 |                                                 |
| Segment                                         | Data                                            | Punkty                                          | Zawody                                          | Uwagi                                           |
| CD                                              | 8 października 2009                             | 34,63                                           | JGP w Chorwacji 2009                            |                                                 |
| CD TES                                          | 8 października 2009                             | 19,00                                           | JGP w Chorwacji 2009                            |                                                 |
| CD PCS                                          | 9 marca 2010                                    | 15,79                                           | Mistrzostwa Świata Juniorów 2010                |                                                 |
| OD                                              | 4 września 2009                                 | 56,35                                           | JGP w Stanach Zjednoczonych 2009                |                                                 |
| OD TES                                          | 4 września 2009                                 | 30,90                                           | JGP w Stanach Zjednoczonych 2009                |                                                 |
| OD PCS                                          | 4 września 2009                                 | 25,45                                           | JGP w Stanach Zjednoczonych 2009                |                                                 |